# Roto chileno

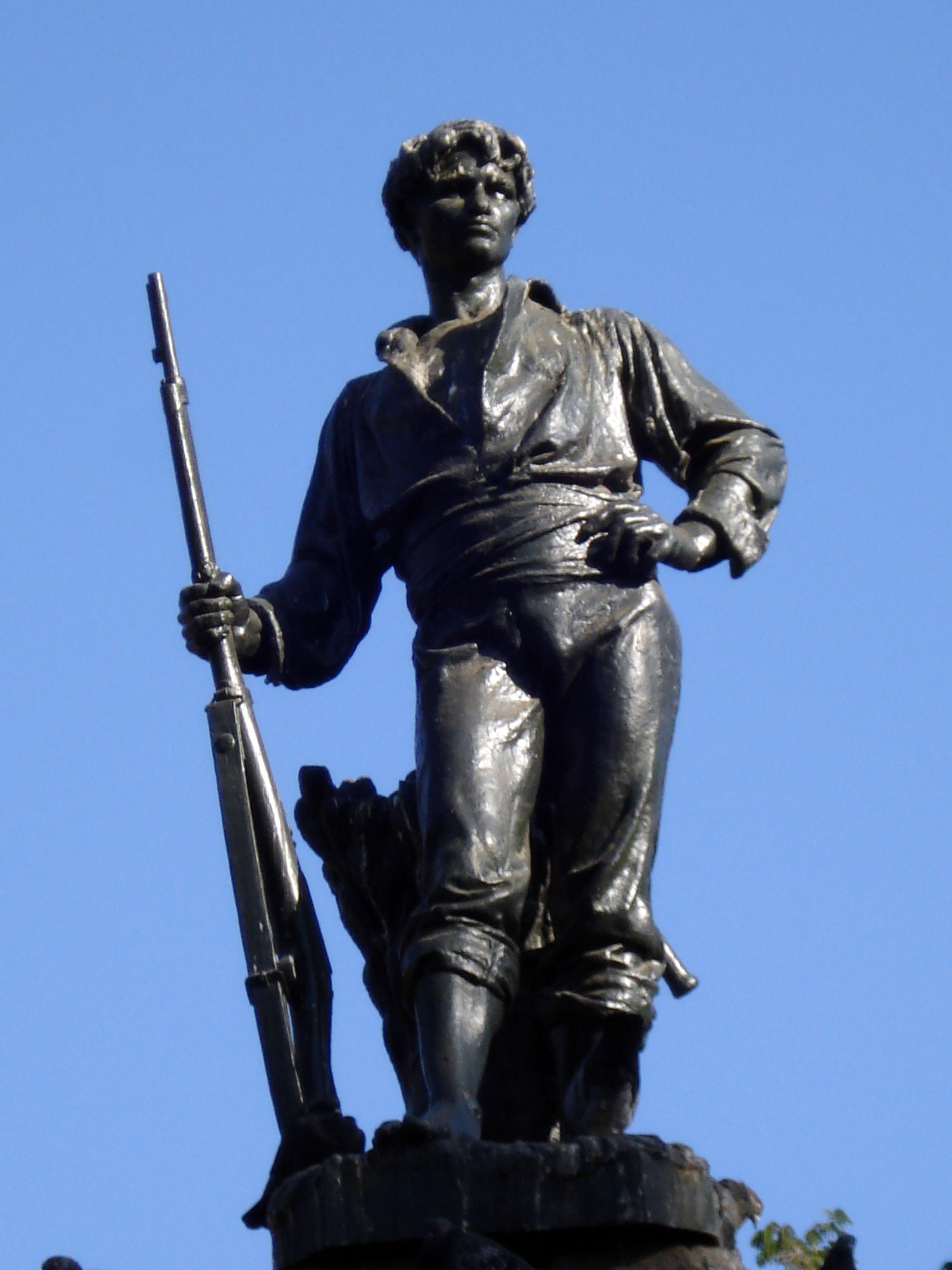
Monumento al Roto Chileno, de Virginio Arias, Plaza Yungay, Santiago.

El adjetivo sustantivado roto fue originalmente usado en Chile para denominar, en general, a un tipo humano: la persona de origen urbano y pobre.
El término ha sido usado con distintas connotaciones: clasistas en el siglo XIX, contrapuesto al aristócrata, fue definido como campesino, sin educación y de malos hábitos; afectivas, sobre todo en su forma diminutiva, y épicas. En Chile desde comienzos del siglo XX, el roto ha sido considerado una figura de identidad nacional y arquetipo de la chilenidad, llegando a definir a una persona «valiente, orgullosa y alegre».

## Orígenes
Durante la colonización española de América, el conquistador Diego de Almagro regresó desde Chile a la Gobernación de Nueva Toledo por el desierto de Atacama en 1537. La travesía fue desastrosa; tal fue el estado en el cual llegaron Almagro y sus seguidores que desde entonces a quienes vinieran de esas tierras se les llamó «rotos», es decir «andrajosos, zarrapastrosos».

[...] los de Chile estaban en tan pobres condiciones, ya que nadie les daba trabajo ni posibilidades de desenvolverse en alguna actividad, que por sus ropas harapientas los llamaban los rotos chilenos.

[...] el domingo 26 de junio de 1541, [...] "los rotos de Chile", como llamaban a los soldados de Almagro por su extremada pobreza, dieron muerte a Pizarro en un sorpresivo "golpe de estado".

Una conocida canción popular de Chile demuestra la vinculación entre el aspecto andrajoso y el desprecio social con la palabra «roto».

Las mujeres no me quieren
porque tengo el poncho roto
se arregla fácil muchachas
me saco este y me pongo otro.
Isabel y Ángel Parra, «Cuartetas por diversión», cuarta estrofa, 1966.

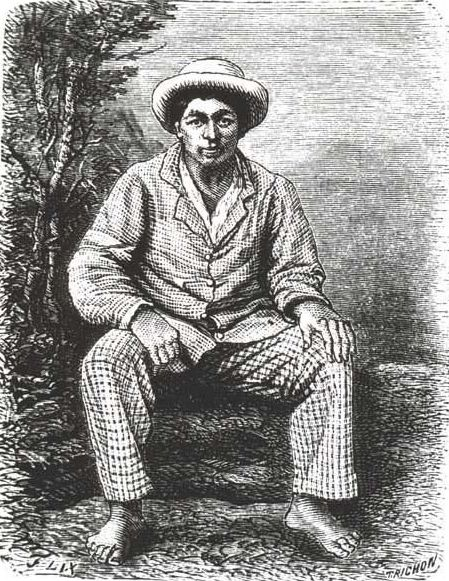
Un roto (1872)

Mientras otras fuentes sugieren que el origen del término sería militar y significaría «derrotado», para el escritor y folclorista Oreste Plath la «procedencia es muy distinta» puesto que la voz se aplicaba desde la época de la conquista de Chile (1541-1598):

El origen de la palabra «roto» es, para muchos, sinónimo de astroso, rotoso, parchado. Pero la procedencia del vocablo es muy distinta. Se sabe que se aplicó algunos años después de la Conquista, cuando los españoles viajaban al Perú casi sin vestimenta uniforme y los más vestidos iban extraña y estrafalariamente abigarrados, lo que hizo que se les denominara a estos viajeros, «rotos», en el sentido español de la palabra, que es 'ir de cualquier modo'. Los viajes se generalizaron y los que iban de Chile, es decir, estos personajes, pasaron a ser «rotos», no ya por su aspecto, sino por su esfuerzo y valentía; luego se generalizó por todos los países esta denominación.
Oreste Plath, Epopeya del «roto» chileno, 1957.

Para Diego Barros Arana, durante el Chile colonial, el roto es equiparable con la plebe, y pertenecía a las clases inferiores constituidas por los mestizos, cuya condición era miserable debido a los «vicios inherentes a las dos razas de que provenía»:

"...entre los mayordomos i vaqueros de las haciendas, los sirvientes domesticos i peones que en los campos y en las ciudades se ocupaban en los mas minimos y penosos trabajos industriales, había gran diferencia de posición; i eran los mas menesterosos i desamparados, porque eran también jeneralmente los mas insconstantes en el trabajo los más viciosos i los más inclinados a la vagancia. Las jentes de esta consición, i sobre todo los últimos, eran designados jeneralmente con el apodo depresivo de "rotos", como espresión de la miseria en que vivían i el desaseo i pobreza de sus trajes. Esa palabra, en el lenguaje vulgar del país, era sinónima de plebe"
Diego Barros Arana, Historia jeneral de Chile, tomo VII, págs. 440-441.

El roto adquirió caracteres míticos dentro del alma nacional; en el fondo, se trató de la conceptualización de la gran masa popular chilena que solo a partir del siglo XIX consiguió visibilidad —hasta entonces, la hegemonía de la aristocracia castellano-vasca había privado al pueblo de todo protagonismo social—. El empleo del término se hizo mayor después de la Guerra entre la Confederación Perú-Boliviana y el Ejército Unido Restaurador; las tropas restauradoras, mayoritariamente chilenas y pertenecientes a grupos de extracción social pobre, vencieron el 20 de enero de 1839 a las confederadas en la batalla de Yungay, triunfo conmemorado con el himno de Yungay, que se percibió como símbolo de la consolidación de la nacionalidad chilena. En Chile se rindió homenaje a los vencedores de Yungay mediante la inauguración del «Monumento al Roto chileno» en la plaza Yungay en 1888 y se instituyó el 20 de enero como el «Día del Roto Chileno» en 1889.

## El Roto en la literatura

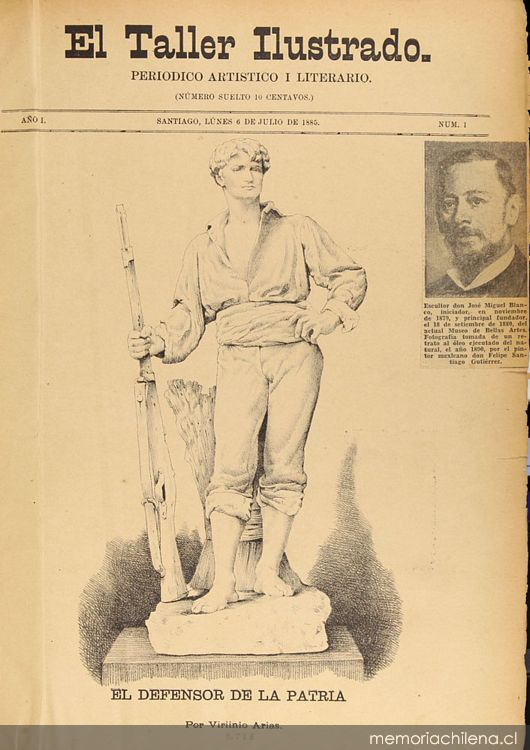
Portada de "El Taller Ilustrado" N°1 (1885).

En la portada del primer número de periódico "El Taller Ilustrado" —semanario de artes fundado en 1885 por el escultor de arte José Miguel Blanco—, aparecido el 6 de julio de 1885, se presenta la imagen del "Defensor de la Patria". La lámina es del escultor chileno Virginio Arias, la que más tarde sería consolidada en la escultura del "Roto Chileno".

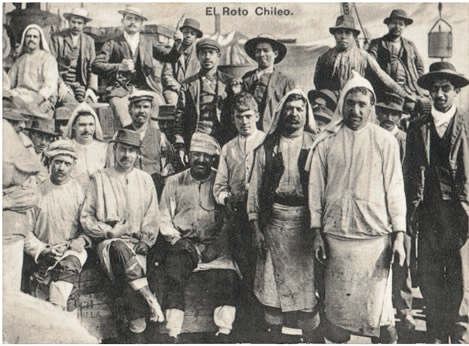
El Roto Chileno en una postal de inicios del.

Mucho más tarde, Joaquín Edwards describió en su novela El roto (1920) una sociedad aparentemente marginal en la cual el roto era precisamente el protagonista. Ambientada en el popular barrio de la Estación Central de Santiago, los personajes —los prostibularios— exhiben un modo de vida y una escala de valores que la sociedad biempensante de la época no se interesaba en conocer. Mediante esta denuncia crítica, Edwards mostró las profundas influencias del naturalismo.

Detrás de la Estación Central de Ferrocarriles, llamada también Alameda, por estar a la entrada de esa avenida espaciosa que es orgullo de los santiaguinos, ha surgido un barrio sórdido, sin apoyo municipal. Sus calles se ven polvorientas en verano, cenagosas en invierno; cubiertas constantemente de harapos, desperdicios de comida, chancletas y ratas podridas. Mujeres de vida airada rondan por las esquinas al caer la tarde; temerosas, completamente embozadas en sus mantos de color indeciso, evitando el encuentro con policías.

[...] El hacendado típico chileno, personaje híbrido, con palco en la ópera y sillón en la cámara, no puede ver en la agricultura sino un medio para lucrarse y satisfacer sus vanidades en la capital; es una máquina para exprimir y nada más. No es extraño que el campesino permanezca en condiciones de ignorancia y miseria. Lo que produce el campo lo traga la ciudad en una forma descorazonante, sin recibir ninguna recompensa el brazo que suda o la tierra generosa que da ciento por uno.
Joaquín Edwards, El roto, 1920.

## Monumentos
- En el centro de la Plaza Yungay en Santiago, y sobre el vértice de cuatro columnas que parten de la superficie de una pila, esta el monumento dedicada al valor del Roto chileno, obra del escultor chileno Virginio Arias.
- Monumento al “roto chileno” se encuentra en la plaza homónima de la ciudad de Arica. Se trata de una escultura de aleaciones fundidas, pintada de negro brillante, que representa la figura de un joven y fornido miliciano, sin uniforme ni calzado, de extracción popular campesina. La base es de hormigón y en ella se empotra una placa de metal que señala la fecha del 20 de enero de 1839, que corresponde a la batalla de Yungay, a la que conmemora en la imagen del roto chileno. Se trata de una réplica de la escultura realizada por Virginio Arias y que se encuentra en la plaza Yungay de Santiago.[18]
- En la ciudad de Traiguén, en la intersección de las avenida Suiza y Saavedra se ubica una escultura en metal del Roto Chileno.[19]
- En la ciudad de Lautaro, al centro de la plaza Jorge Teillier se ubica una réplica de la estatua del Roto Chileno,[20] donada por los hermanos Rudloff Kruger el 18 de febrero de 1956, en honor a su padre Carlos Segundo Rudloff, creador de la industria Curtiembre Rudloff.[21]
- En Temuco, se erige un monumento al interior de la plazuela ubicada en la intersección de las avenidas Balmaceda y Barros Arana.[22] Inaugurada el año 1941.
- En la ciudad de Valdivia, en los jardines del Coliseo Municipal hacia la avenida Pedro Montt se ubica una imitación en piedra de la escultura original.[23] La altura total de la escultura sobre pedestal es de aproximadamente 4 m. Se aprecia una variación en los ángulos de la posición del fusil y la cadera de la figura, respecto al original. No presenta placa o inscripción de momento.

## Definición actual del término
En el Chile actual, la palabra «roto, -ta» define a la «persona mal educada, de modales groseros» o de manifiesta tosquedad, antes que a una división clasista. La «rotería» es el acto mismo de desvergüenza, falta de educación o poca generosidad. Básicamente, entonces, «roto» es aquel que rompe las reglas sociales sobre el buen proceder.
El término «roto» se diferencia de los epítetos «cuma» o «flaite»: el primero de ellos se ha relacionado desde el siglo XX con el hampa delictual o la marginalidad, mientras que el segundo surgió a fines del siglo XX y principios del XXI para referirse al delincuente juvenil de extracción baja o a quien adopta sus usos y costumbres, sin ser necesariamente delincuente.
En Bolivia y Perú, sin embargo, el vocablo «roto, -ta» es un término despectivo originado por antichilenismo y es comúnmente usado para referirse a alguien originario de Chile.